# 姚捷勋
姚捷勋（1881年—1917年），号继枝，安徽省贵池县人，中华民国陆军中将。

## 生平
姚捷勋及兄弟共6人，姚捷勋排行第四。清朝末年，姚捷勋任江苏候补道。宣统三年（1911年）五月，上海巡警总局设局长1人，由总务科长、候补知府姚捷勋升任。1911年辛亥革命爆发后，1911年11月3日上午，闸北的巡警总局暗探队队官汪景龙发现巡逻队队官陈汉钦散发光复军白旗准备起义，便用手枪逼陈汉钦到巡警总局局长姚捷勋面前告发。但其实姚捷勋同情陈汉钦从事的革命活动，并资助过革命经费。汪景龙见事不好乃朝陈汉钦开枪。外面的警员听到后赶来，巡警总局隔壁又突然起火，汪景龙急忙逃走。姚捷勋见状对陈汉钦说“善自为之”，便从巡警总局离职。陈汉钦忙将情况报告李燮和，李燮和下令提前行动，于1911年11月3日下午光复整个闸北地区。
中华民国初期，姚捷勋历任上海巡警总局局长、顺天督捕局总办、京兆巡防营务处处长。1913年被中华民国北京政府授予陆军少将衔。后调任广东警务处处长兼省会警察厅厅长、琼崖水上警察厅厅长。因为响应孙中山的护法运动，在粤护法有功，获授陆军中将军衔。
1917年，姚捷勋病逝，享年36岁。

## 家庭
- 二哥：姚绍枝[1]
- 五弟：姚国桢[1]
- 六弟：姚震[1]
- 妻：蔡亦民[1]
- 女：姚锦新[1]
- 子：姚依林[1]